# Rio Iaué
Le rio Iaué est un cours d'eau brésilien qui arrose l'État d'Amapá. Après un parcours initial d'environ 30 km d'Est en Ouest, il s'écoule globalement vers le Nord, pour confluer avec le fleuve Oyapock, au Nord de l'État. Tout son trajet se fait sur la municipalité d'Oiapoque. Il possède deux cascades importantes sur son cours : Cahoeira Barão de Ladário et Cachoeira Palma Muniz. La détermination de ses sources et l'exploration de son cours ont été faites par Georges Brousseau.